# Croydon (New Hampshire)
Croydon – miasto w Stanach Zjednoczonych, w stanie New Hampshire, w hrabstwie Sullivan.